# Prince Buster
Prince Buster, pseudonimo di Cecill Bustamente Campbell (Kingston, 24 maggio 1938 – Miami, 8 settembre 2016), è stato un cantautore giamaicano.
Considerato una delle figure più importanti nella storia dello ska e del rocksteady, le sue melodie hanno ispirato molti musicisti ska e reggae.

## Biografia
Nacque a Kingston da una famiglia operaia. Figlio di un macchinista di treno, crebbe in una realtà fra le più dure della città. Fin da piccolo sviluppò un gusto particolare per la musica diventando un cantante. Nel 1956 cominciò ad esibirsi nei nightclub di Kingston per pochi soldi, formando parecchie band con i suoi amici ma senza mai ottenere un reale successo.
Ciò che cambiò la sua carriera musicale fu la nascita dei Sound System, cioè discoteche ambulanti composte da enormi casse montate artigianalmente su camion utilizzati a questo scopo, che divennero la più popolare forma di divertimento della Giamaica. The Prince decise di mettere in piedi il proprio Sound System e le proprie etichette, la Buster's Sheck e la Wild Bells, sfornando grandi successi (uno fra tutti "Oh Carolina"), dimostrando inoltre un ottimo senso della musica e degli affari, servendosi dei migliori musicisti dell'isola riuniti generalmente sotto il nome di "Prince Buster's Allstars".
Il suo pezzo più conosciuto è One Step Beyond... (1964), reso famoso dal gruppo britannico Madness (1979).